# Філософські дослідження
«Філософські дослідження» — одна з двох, поряд з «Логіко-філософським трактатом», найважливіших робіт філософа XX століття Людвіга Вітгенштейна, що підсумовує його пізні погляди. Вперше опублікована в 1953 році (через два роки після смерті автора). На відміну від «Трактату» в даній роботі об'єктом дослідження Вітгенштейна виступає не ідеальна мова (мова як картина світу, який «є все те, що відбувається»), а повсякденна мова людського спілкування. Основне поняття «Філософських досліджень» — мовна гра: мова представляється сукупністю мовних ігор. Ключові тези: значення слова є його вживання в рамках мовної гри, а правила такої гри є практика. Головний висновок: філософські проблеми — наслідок неправильного слововживання.